# Раскин, Александр Борисович
Александр Борисович Раскин (25 сентября [8 октября] 1914, Витебск — 4 февраля 1971, Москва) — русский советский писатель, сатирик, сценарист. 

## Биография
Окончил Литературный институт (1938). На его становление как сатирика и юмориста большое влияние оказал Е. Петров. 
Жил и работал в Москве. В 1940-е годы — сотрудник журнала «Крокодил». Многие неопубликованные эпиграммы Раскина получили распространение в устной передаче. По словам Вольфганга Казака, «эпиграммы Раскина на современных писателей обнаруживают блестящее владение языком, отличаются остротой и меткостью».
На основе мюзикла «Звезда экрана», написанного Раскиным в соавторстве с Морисом Слободским, был создан знаменитый кинофильм «Весна».
До сегодняшнего времени пользуется популярностью сборник прозаических миниатюр для детей «Как папа был маленьким». Сборник был переведен на несколько языков, включая английский («When Daddy was a Little Boy» M., 1966), испанский («Cómo fue de pequeño tu papá» M., 1985), вьетнамский («Khi Bố Còn Thơ» Хошимин, 2020), а также немецкий («Als Papa klein war» Кёльн, 2021).
Похоронен на Химкинском кладбище, участок 150(Б).

## Семья
- Жена — писательница Фрида Абрамовна Вигдорова.
  - Дочь — Александра (род. 1942), филолог, живёт в США; её муж — Александр Дмитриевич Вентцель, математик, профессор университета Тулейн в Луизиане, сын писательницы И. Грековой.

### Сатирические сборники
- Восклицательный знак. М., 1939
- Моментальные биографии (1959)
- Очерки и почерки. М., 1959, 2-е изд. — 1962
- Застарелые друзья. М., 1964
- Это я? Эпиграммы с рисунками Кукрыниксов (1968)
- Люблю грозу в начале мая… (1975)

### Книги для детей
- Как папа был маленьким. М.,1961
- Как папа учился в школе М.,1963
- Новые рассказы о маленьком папе М.,1965

## Фильмография

### Сценарист
- 1941 — Победа
- 1947 — Весна